# Kennalu, Pandavapura
Kennalu là một làng thuộc tehsil Pandavapura, huyện Mandya, bang Karnataka, Ấn Độ.